# Hohtenn
Hohtenn is een plaats en voormalige gemeente in het Zwitserse kanton Wallis en maakt sinds 1 januari 2009 deel uit van de gemeente Steg-Hohtenn in het district Westlich Raron.